# Земля Ван-Димена (фильм)
«Земля Ван-Димена» (англ. Van Diemen's Land) — австралийский фильм 2009 года, историческая драма, триллер. Фильм основан на реальных событиях, произошедших в 1822 году на Земле Ван-Димена (нынешняя Тасмания) — побеге из колонии Маккуори-Харбор восьми заключённых, среди которых был известный преступник Александр Пирс.
«Земля Ван-Димена» — первый полнометражный фильм Джонатана ауф дер Хайде, который сам является уроженцем Тасмании. Этот фильм развивает тему его короткометражного 21-минутного фильма «Врата Ада» (англ. Hell's Gates), снятого в 2008 году. Hell's Gates — это символичное название узкого пролива, соединяющего залив Маккуори с Индийским океаном.

## Сюжет
В первой половине XIX века Земля Ван-Димена (так тогда назывался остров Тасмания) служила местом заключения для многих преступников. Наиболее опасных высылали в дикие удалённые места на западе острова — в колонию Маккуори-Харбор, которая была расположена на небольшом острове Сара в заливе Маккуори.
Действие фильма начинается на берегу залива Маккуори, куда группу заключённых привезли на лодке для заготовки древесины. В один из последующих приездов на берег восьми заключённым удаётся обезоружить и связать конвоира и бежать в лес. Направляясь на восток острова, они идут через труднопроходимые леса и горы, переправляясь через реки. Через несколько дней у них кончается еда, и нет возможности пополнить её запасы, а до населённых мест ещё далеко.
Не в силах терпеть голод, беглецы приходят к идее каннибализма и убивают одного из них. Не все с этим согласны — на следующий день двое беглецов покидают группу, чтобы вернуться к заливу Маккуори. Пятеро оставшихся продолжают свой путь на восток, но идти ещё далеко, а голод не отступает, и число беглецов редеет. В конце концов их остаётся только двое — ирландский вор Александр Пирс и английский моряк Роберт Гринхилл. И ясно — кто из них заснёт первым, тот и будет убит ударом топора.
Сюжет фильма основан на реальных событиях и следует рассказу преступника, записанному с его слов священником Робертом Нопвудом (Robert Knopwood, 1763—1838), а также фактам, изложенным в репортаже о заседании Верховного суда Земли Ван-Димена от 25 июня 1824 года.

## В ролях
| Актёр                                     | Роль                                                    |
| ----------------------------------------- | ------------------------------------------------------- |
| Оскар Реддинг (Oscar Redding)             | Александр Пирс — вор, ирландец, 32 года                 |
| Артур Энджел (Arthur Angel)               | Роберт Гринхилл — моряк, англичанин, 32 года            |
| Пол Эшкрофт (Paul Ashcroft)               | Мэттью Трэверс — фермер, ирландец, 27 лет               |
| Марк Леонард Уинтер (Mark Leonard Winter) | Александр Долтон — бывший солдат, ирландец, 25 лет      |
| Торкуил Нилсон (Torquil Neilson)          | Джон Мэзер — пекарь, шотландец, 24 года                 |
| Томас Райт (Thomas Wright)                | Томас Боденхам — вор, англичанин, 22 года               |
| Грег Стоун (Greg Stone)                   | Уильям Кеннерли — вор, ирландец, 44 года                |
| Джон Фрэнсис Ховард (John Francis Howard) | Эдвард Браун — профессия неизвестна, англичанин, 48 лет |

Имена, профессии и возраст действующих лиц приведены в соответствии с информацией на официальном сайте фильма.

## Прокат и сборы
Фильм «Земля Ван-Димена» был выпущен на экраны Австралии 24 сентября 2009 года с классификацией MA15+ из-за сцен насилия и грубого языка. Во время первых выходных он демонстрировался в девяти кинотеатрах, и сборы составили 39 939 австралийских долларов. Сборы за всё время показа в кинотеатрах Австралии составили около 290 000 долларов.

## Критика
В целом, фильм получил положительные отзывы критиков. Пол Бирнс (Paul Byrnes) в газете The Sydney Morning Herald отмечал:
В своём первом полнометражном фильме режиссёр Джонатан ауф дер Хайде, сам родившийся в Тасмании, рассматривает историю с метафизической точки зрения — как может человек выжить, поедая своих спутников? О чём он при этом думает? И обязательно ли тот последний, кто останется, должен быть монстром, самым жестоким и отвратительным из всей группы? Может, он не был таковым с самого начала, а был обычным человеком, пытавшимся пережить экстраординарные события?
Оригинальный текст (англ.)In his debut feature, the Tasmanian-born director Jonathan auf der Heide sees the story in metaphysical terms: how does a man deal with surviving by eating his companions? What goes through his mind? And would the last man standing have to be a monster, the cruelest and most vile of the bunch? What if he were not that to begin with but an ordinary man trying to live through extraordinary events?
А Дэвид Стрэттон (David Stratton) писал в газете The Australian:
Действительно, это ужасная история, но при этом действие разворачивается на фоне самых впечатляющих пейзажей Австралии. И если когда-либо фильм был снят с любовью, то это как раз тот случай: актёры, все прекрасно играющие, несомненно преодолевают значительные испытания, не говоря уже о невидимых членах съёмочной группы, ответственных за звук, съёмку и так далее. Бесспорно, «Земля Ван-Димена» представляет собой значительный вызов для зрителей, но это такой вызов, который сто́ит принять, и вы вряд ли когда-нибудь позабудете этот фильм. 
Оригинальный текст (англ.)It is, indeed, a terrible story, but perversely that story unfolds against some of Australia's most spectacular scenery. And if ever a film was a labour of love, this one clearly is: the actors, all excellent, are obviously undergoing considerable punishment, not to mention the unseen members of the production team, the sound and camera crews and so on. Unarguably, Van Diemen's Land poses a formidable challenge for audiences, but it's a challenge well worth meeting and a film you're unlikely ever to forget.

## Награды
- Приз «Новое видение» (кат. Noves Visions) Международного кинофестиваля в Каталонии, Сиджес, Испания, 2009[12]
- Приз лучшему неевропейскому фильму Международного лундского кинофестиваля (англ.), Лунд, Швеция, 2009[13]